# 徹子的房間
《徹子的房間》（徹子の部屋）是日本朝日電視台的談話性專訪長壽節目，主持人為黑柳徹子，播出時間為星期一至星期五 12:00 - 12:30，首次播出在1976年2月2日。《徹子的房間》也是朝日電視台12時時段最長壽的節目。
2015年5月27日，此節目播出第一萬集，並申請金氏世界紀錄成功，是史上「由同一主持人主持且播出集數最多的電視節目」。該集的來賓為東山紀之及近藤真彥。

## 歷史
1993年10月20日，日本新右派活動家野村秋介連喊三次「天皇彌榮」（意即「天皇陛下萬歲」），開槍自殺而死；翌日，《徹子的房間》緊急撤下原定播出漫畫家山藤章二擔任來賓的集數，改播相撲力士第六代小錦八十吉擔任來賓的集數。約一個月後，《徹子的房間》才播出山藤章二擔任來賓的集數。

## 歷代高收視率列表
收視率(%)由Video Research在關東地區的調查。
| #   | 播出日              | 收視率 | 來賓                    |
| --- | ------------------- | ------ | ----------------------- |
| 1.  | 1981年4月10日（金） | 14.5%  | 三浦友和                |
| 2.  | 1984年1月5日（木）  | 13.5%  | 武田鐵矢                |
| 3.  | 1981年11月3日（火） | 13.4%  | 渡邊文朱                |
| 4.  | 1983年4月1日（金）  | 13.0%  | Warabe                  |
| 5.  | 1982年9月15日（水） | 12.7%  | 江本孟紀                |
| 5.  | 1985年5月6日（月）  | 12.7%  | 松田聖子                |
| 7.  | 1982年4月29日（木） | 12.6%  | 北野武                  |
| 8.  | 1983年4月29日（金） | 12.3%  | 野野村真                |
| 9.  | 1983年9月16日（金） | 12.2%  | 秋竹城                  |
| 10. | 1979年8月23日（木） | 11.9%  | 松方弘樹                |
| 10. | 1985年8月29日（木） | 11.9%  | Jelly藤尾（追悼坂本九） |

## 播出時間
| 播出地區       | 電視台                 | 系列           | 播出時間                     | 延後播出   |
| -------------- | ---------------------- | -------------- | ---------------------------- | ---------- |
| 關東廣域圈     | 朝日電視台（EX）       | 朝日電視台系列 | 星期一至星期五 12:00 - 12:30 | （電視台） |
| 北海道         | 北海道電視台（HTB）    | 朝日電視台系列 | 星期一至星期五 12:00 - 12:30 | 網路同步   |
| 青森縣         | 青森朝日放送（ABA）    | 朝日電視台系列 | 星期一至星期五 12:00 - 12:30 | 網路同步   |
| 岩手縣         | 岩手朝日電視台（IAT）  | 朝日電視台系列 | 星期一至星期五 12:00 - 12:30 | 網路同步   |
| 宮城縣         | 東日本放送（KHB）      | 朝日電視台系列 | 星期一至星期五 12:00 - 12:30 | 網路同步   |
| 秋田縣         | 秋田朝日放送（AAB）    | 朝日電視台系列 | 星期一至星期五 12:00 - 12:30 | 網路同步   |
| 山形縣         | 山形電視台（YTS）      | 朝日電視台系列 | 星期一至星期五 12:00 - 12:30 | 網路同步   |
| 福島縣         | 福島放送（KFB）        | 朝日電視台系列 | 星期一至星期五 12:00 - 12:30 | 網路同步   |
| 新潟縣         | 新潟電視台21（UX）     | 朝日電視台系列 | 星期一至星期五 12:00 - 12:30 | 網路同步   |
| 長野縣         | 長野朝日放送（abn）    | 朝日電視台系列 | 星期一至星期五 12:00 - 12:30 | 網路同步   |
| 静岡縣         | 静岡朝日電視台（SATV） | 朝日電視台系列 | 星期一至星期五 12:00 - 12:30 | 網路同步   |
| 石川縣         | 北陸朝日放送（HAB）    | 朝日電視台系列 | 星期一至星期五 12:00 - 12:30 | 網路同步   |
| 中京廣域圈     | 名古屋電視台 （NBN）   | 朝日電視台系列 | 星期一至星期五 12:00 - 12:30 | 網路同步   |
| 近畿廣域圈     | ABC電視台（ABC）       | 朝日電視台系列 | 星期一至星期五 12:00 - 12:30 | 網路同步   |
| 廣島縣         | 廣島HOME電視台（HOME） | 朝日電視台系列 | 星期一至星期五 12:00 - 12:30 | 網路同步   |
| 山口縣         | 山口朝日放送（yab）    | 朝日電視台系列 | 星期一至星期五 12:00 - 12:30 | 網路同步   |
| 香川縣、岡山縣 | 瀨戶内海放送（KSB）    | 朝日電視台系列 | 星期一至星期五 12:00 - 12:30 | 網路同步   |
| 愛媛縣         | 愛媛朝日電視台（eat）  | 朝日電視台系列 | 星期一至星期五 12:00 - 12:30 | 網路同步   |
| 福岡縣         | 九州朝日放送（KBC）    | 朝日電視台系列 | 星期一至星期五 12:00 - 12:30 | 網路同步   |
| 長崎縣         | 長崎文化放送（NCC）    | 朝日電視台系列 | 星期一至星期五 12:00 - 12:30 | 網路同步   |
| 熊本縣         | 熊本朝日放送（KAB）    | 朝日電視台系列 | 星期一至星期五 12:00 - 12:30 | 網路同步   |
| 大分縣         | 大分朝日放送（OAB）    | 朝日電視台系列 | 星期一至星期五 12:00 - 12:30 | 網路同步   |
| 鹿兒島縣       | 鹿兒島放送（KKB）      | 朝日電視台系列 | 星期一至星期五 12:00 - 12:30 | 網路同步   |
| 沖繩縣         | 琉球朝日放送（QAB）    | 朝日電視台系列 | 星期一至星期五 12:00 - 12:30 | 網路同步   |

## 相關連結
- 徹子の部屋（テレビ朝日） （页面存档备份，存于）
- 徹子の部屋〜Classics〜（テレ朝チャンネル） （页面存档备份，存于）